# 柏熊達生
柏熊 達生（かしわぐま たつお、1907年11月13日 - 1956年5月27日）は、日本のイタリア文学者、東京外国語大学教授。

## 経歴
1907年（明治40年）、千葉県生まれ。本名は柏熊宜三。1928年（昭和3年）、東京外国語学校イタリア語科卒。翌年、外務省留学生としてローマへ渡り大使館に勤務する。1940年（昭和15年）に帰国して東京外国語大学の講師、翌年教授となる。著書として『伊太利案内』（1940年）、翻訳としてボッカッチョ『デカメロン』、コッローディ『ピノッキオ』、デ・アミーチス『クオレ』など。1956年5月27日死去。48歳没。

## 著書
- 『伊太利案内』改造社 1940
- 『イタリア語入門 文法篇』研究社 1942
- 『イタリアの厚生運動 ドーポラヴォーロ』（編）泰文堂 1943
- 『イタリア語入門』高橋久共著 元々社（民族教養新書）1955
- 『イタリア語常用6000語』大学書林 1957

### 翻訳
- ファンチュッリ『国旗掲揚式』主婦之友社（世界名作家庭文庫）1940
- サルヴァトール・ゴッタ『少年アルプス兵』富士出版社 1941
- アンドレア・マヨッキ『外科医余録』改造社 1941 「外科医は語る」「メスと鋏のあいだ」と改題
- マッシモ・ボンテムペッリ『二人の母の子』日本出版社（イタリア文化選書）1942
- アンニエ・ヴィヴァンティ『女人心情記』日本出版社 1942
- ヂェズアルダ『薔薇の聖女 小さきテレジアの一生』聖パウロ会（聖人伝叢書）1942
- サルバトール・ゴッダ『少年黒シャツ兵』淡海堂出版 1943
- ヴィルヂオ・フェローチ『イタリアの組合経済』泰文堂 1943
- ヂョヴァンニ・パピーニ『わがイタリア』高山書院 1943
- コッローディ『ピノッキオ』湘南書房（新日本少年少女選書）1947
- 『金のりんご ギリシヤ神話』家の光協会（家の光少年少女文庫）1948
- コッローディ『ピピの冒険 森の小猿』新小国民社（少国民世界文学叢書）1948
- パピニ『キリストの生涯』中央出版社 1948
- ボッカッチョ『デカメロン』日本評論社 1948-1949 のち新潮文庫、ちくま文庫
- フランシス・ヂャム『心の光』ドン・ボスコ社 1948
- シルヴィオ・ペッリコ『我が獄中記』中央出版社 1949
- パピニ『わが最後の言葉 嵐と血の現代に苦しみ考へる人々に贈る遺書』中央出版社 1949
- エドモンド・デ・アミーチス『クオレ 愛の学校』三笠書房 1950 のち岩波文庫
- グラツィア・デレッダ『常春藤』河出書房（二十世紀文学選集）1952
- アンドレア・マヨッキ『外科医の生涯』筑摩書房 1953
- ルイジ・ピランデッロ『考えろジャコミーノ!』現代世界戯曲選集 第4 白水社 1953
- O.ヴェルガーニ「初恋」現代世界戯曲選集第7 白水社 1954
- ぶけってぃーの『いたりあむかしばなし』麦書房（雨の日文庫）1959